# Coeloseris mayeri
Espèce
Statut de conservation UICN

 LC  : Préoccupation mineure
Statut CITES
Coeloseris mayeri est une espèce de coraux appartenant à la famille des Agariciidae.